# リック・オバリー

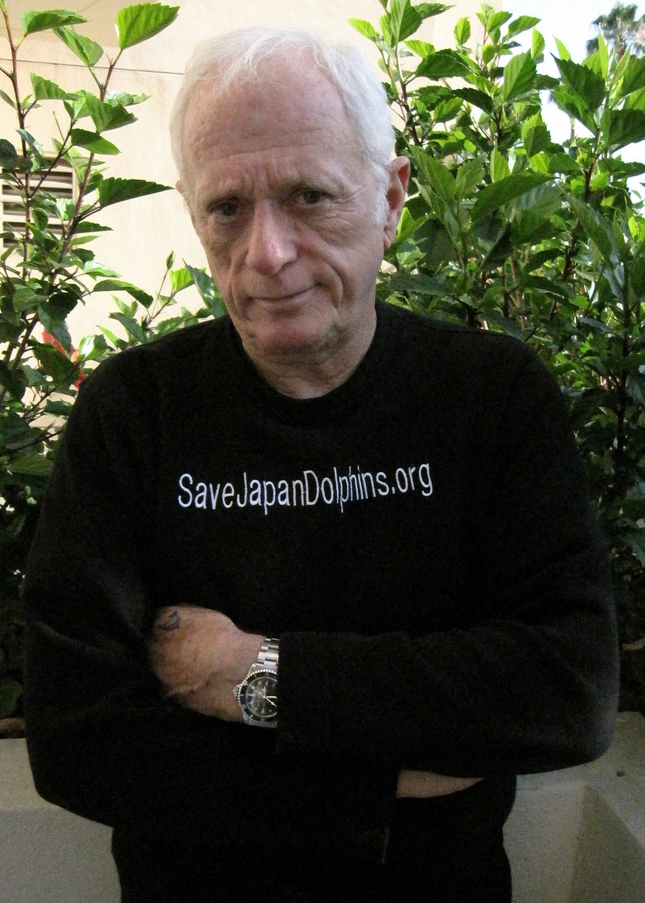
リック・オバリー

リック・オバリー（Richard (Ric) O'Barry、1939年10月14日 -）は、元イルカの調教師、保護活動家、海洋哺乳動物の専門家である。
現在は、フロリダ州マイアミ在住であり、過去38年間に渡ってイルカ解放運動に係わっている。
自然保護団体「アース・アイランド・インスティチュート」における「海洋哺乳動物の専門家」でもあり、「日本のイルカを救おう」のディレクターも勤め、イルカ漁を批判的に描いたドキュメンタリー映画『ザ・コーヴ』では本人役で主演を務めた。一時期はシーシェパードの顧問会議に名をつらねていたが、後にその名前を除去している。

## 人物
米国海軍を除隊したオバリーは、1960年代にフロリダ州マイアミの水族館「Miami Seaquerium」にてイルカの訓練を始めた。この水族館での勤務していた頃、イルカと少年の友情と冒険を描いたテレビドラマ『わんぱくフリッパー』でイルカの調教を担当。同番組は世界的に大ヒットし、イルカの賢さ、可愛さ、忠実さはこの番組から世界に知られるようになった。番組の成功によりオバリーは巨額の報酬を得ており、後に「自分は若かったし、その仕事は金銭的にも魅力的だった。お陰でポルシェを乗り回せた。まさに黄金の日々だった。」と語るほどだった。
しかし、出演していたフリッパー役の5頭のハンドウイルカのうちの一頭のキャシーが疲労と撮影用ライトの熱による皮膚の炎症及び疲労によるストレスが原因で死亡。オバリーはキャシーが「自分で呼吸を止めて自殺した」と考え、「『フリッパー』が原因で世界中でイルカショーが始まり、イルカが捕獲されるようになった」と自分を責めるようになり、その日から自らの贖罪のため、イルカを救うことに人生を捧げるようになった。

### イルカ解放運動
- 1970年の第一回アースデイに際し、オバリーは「イルカ・プロジェクト」を立ち上げた。そのプロジェクトの第一の目標は、研究機関や商業施設で飼育されているイルカ等を「解放」することであった。

- 1989年には営利団体「ドルフィン・プロジェクト・インク」を設立、これまでに850匹以上のハンドウイルカの個体を研究対象として捕獲した。オバリーは世界中の水族館のイルカの膨大なリストを作成しており、イルカの捕獲・飼育産業の実態について著述した、幾つかの著作を出版している。しかし著述されている事柄は、調教師時代の彼自身の経験や同僚らからの仄聞である。

- 1991年世界中の講義や会議でイルカ監禁の有害な影響について話すなど、イルカの保護への貢献が認められ、国連環境計画の米国委員会の環境功労賞を受賞しました

- 1996年には、米国海軍のイルカ2匹を勝手に逃がし[8]、仲間と共に59,000ドルの罰金支払いを連邦政府から命じられた[9]。

- 2001年に世界動物保護協会（WSPA）のコンサルタントでもあるオバリーは、グアテマラにおいて2匹のイルカを逃がすプロジェクトに係わるとともに、カリブ海のリゾートで流行している「イルカと泳げる」サービスを批判した[9]。
- 2010年にアメリカの市民運動に顕著である「わざと逮捕されて悪法に注目を集める」目的でイルカを捕らえた網を切る事もあるが日本国内においては「単なる犯罪者」になってしまい、そういった効果が望めないので行わないとコメントしている[10]。

同年、9月2日に日本のアメリカ大使館にインターネットで151の国と地域からイルカ漁中止を求める署名約170万人分を集め、中止を日本政府に働きかけるよう要望した目録を渡した。
同年、9月6日に日本外国特派員協会で「漁業者らと話し合っていきたい」「自分は反日ではない」と語り、シー・シェパードとの連携についても「逆効果だ」と否定した。
同年、11月2日に、反捕鯨団体と太地町側の意見交換会が行われた際に、当初、出席予定だったが、町側から様々な論拠を突きつけられると、一方的に「完全なまがい物で、この恥ずべき八百長をボイコットする」と喧伝し、「町長側がメディアの自由な報道に規制をかけた」と訴える声明文を会場前で報道各社に配り、抗議のプラカードを掲げるなど、ヒステリックなアジテーションを展開した。
- 2015年8月27日に訪日し、伊東市の元イルカ漁師の元を訪ねた翌28日、所属団体のTwitterや自身のFacebookにて、伊東市の親善大使に任命されたと表明し、伊東市長の佃弘巳と握手している写真を掲載した。8月31日に市から「親善大使に任命した事実は無い」と否定された上に抗議を受け、写真等の削除には応じたが、この件に関する説明や謝罪などは行わなかった[15]。同日夜に和歌山県那智勝浦町内で出入国管理及び難民認定法違反（旅券不携帯）の現行犯で逮捕された[15][16]ほか、9月2日には太地町内でレンタカーの自損事故を起こしている[15][17]。

- 2016年1月18日、「観光目的」で訪日したが成田国際空港で入国を許可されなかった。これは前年に訪日した際、イルカ保護関連の集会に出席しないと言ったにもかかわらず、実際には出席していたことから、虚偽申告と疑われたことが原因とみられる[18]。これに対し、オリバーは異議申し立てを行ったが却下された[19]。

### ザ・コーヴ
オバリーは、ルイ・シホヨスが監督を務めた長編ドキュメンタリー映画『ザ・コーヴ』に自身の役で主演した。
オバリーとシホヨスは、オバリーが講演をする予定であったある海洋会議において知り合った。しかしその会議でスポンサーであった海洋哺乳動物の水族館「シーワールド」（オーストラリア・ゴールドコースト）は直前になってオバリーの講演をキャンセルしたので、シホヨスはこれを不思議に思った。その事について彼に尋ねた所、オバリーはシホヨスに、自分が海洋哺乳類を逃がす活動を行っているためであると説明し、またオバリーは日本の太地町において、毎年9月から3月にかけて、伝統的にイルカの「追い込み漁」が行われていることをシホヨスに伝えた。現地を訪れた二人は、「追い込み漁」が行われている入り江（コーヴ, Cove）が日本政府によって国立公園に指定され、立ち入りが禁止されていることを知った。
この映画を撮影するにあたって、彼等と厳選された撮影隊はイルカ漁をカメラにおさめる方法を練った。この映画ではイルカ漁が20億ドル（約2,000億円）産業であり、日本政府が腐敗していてかつイルカ食は水銀中毒による人体への健康被害の危険があるといった事が伝えられている。
この映画が事実と異なる演出が多い事は知られているが、オバリーが映画内でイルカを捕らえた網を切るシーンも、ハイチで違法に捕られたイルカの網を切るシーンを編集してあるとオバリー自身がコメントしている。
映画において、オバリーは「実際のところ、イルカ肉は毒だ。イルカ肉に含まれる水銀の量は、水俣病を引き起こした魚に含まれていた水銀の量を上回る。日本の新聞やテレビの報道がこれまで成し得なかったことを、このドキュメンタリー映画が成し得ることを望む」と語った。

### ビハインド・ザ・コーヴ
オバリーは、八木景子が監督を務めたクジラを巡る世界的論争を描く、日本人監督初の本格長編ドキュメンタリー映画『ビハインド・ザ・コーヴ 〜捕鯨問題の謎に迫る〜』でインタビューを受け、外圧をかけるために太地町に来ていると明言した。

## 批判
過去にイルカ漁を取材した作家の川端裕人は「日本のイルカを救おう」におけるオバリーの主張に関して、イルカ漁には過去の負の遺産があり、それが改善されない限り、伝統だからの一点張りではいけないとし、イルカショー飼育個体の死亡率の高さや、イルカ肉の水銀値の高さから、その主張にある程度の妥当性を認めてはいるものの、映画『ザ・コーヴ』及びオバリー自身のイルカ漁を悪そのものとして描く事に対する不寛容さを批判している。